# Lathyrus pauciflorus
Lathyrus pauciflorus là một loài thực vật có hoa trong họ Đậu. Loài này được Fernald miêu tả khoa học đầu tiên.

## Hình ảnh

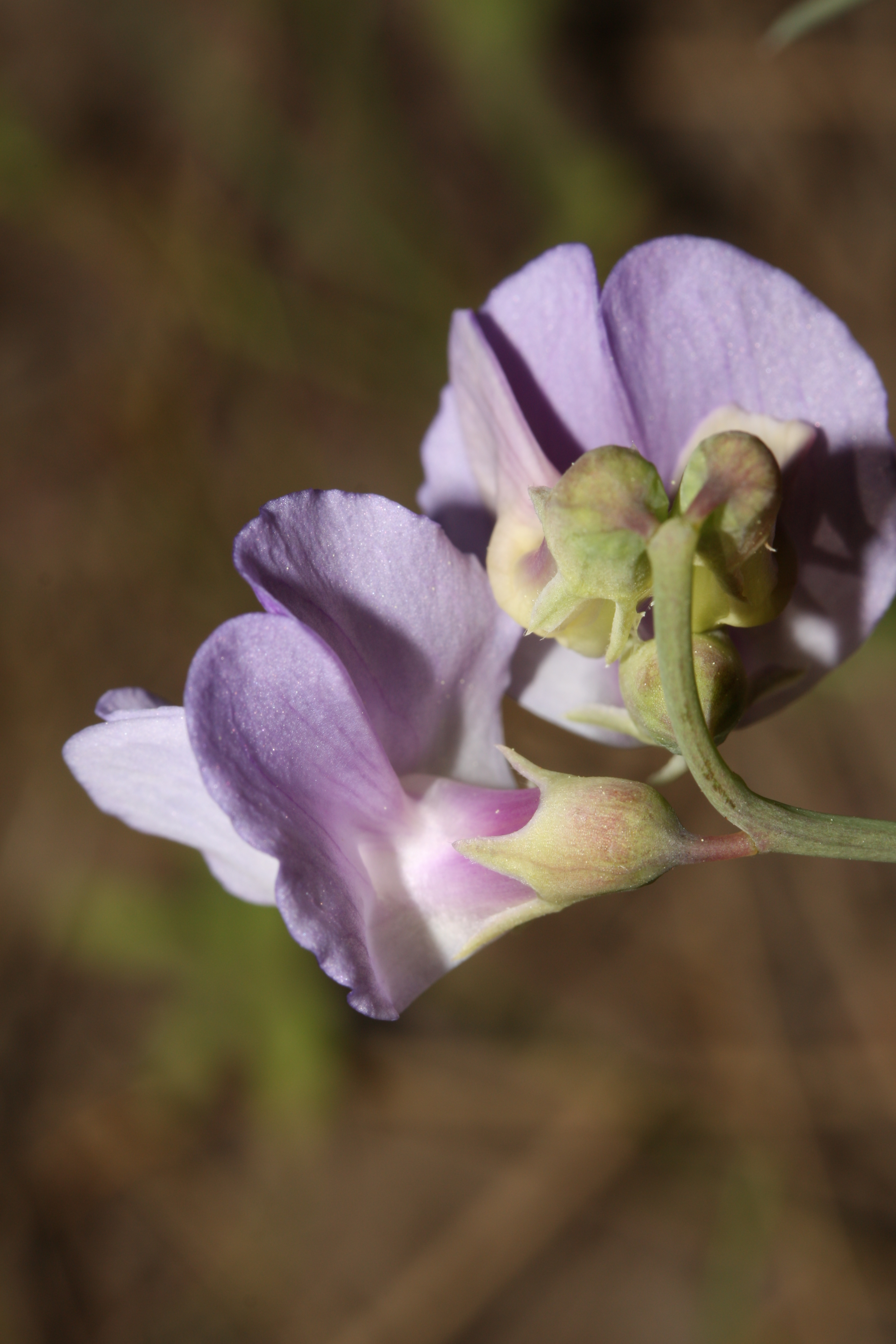
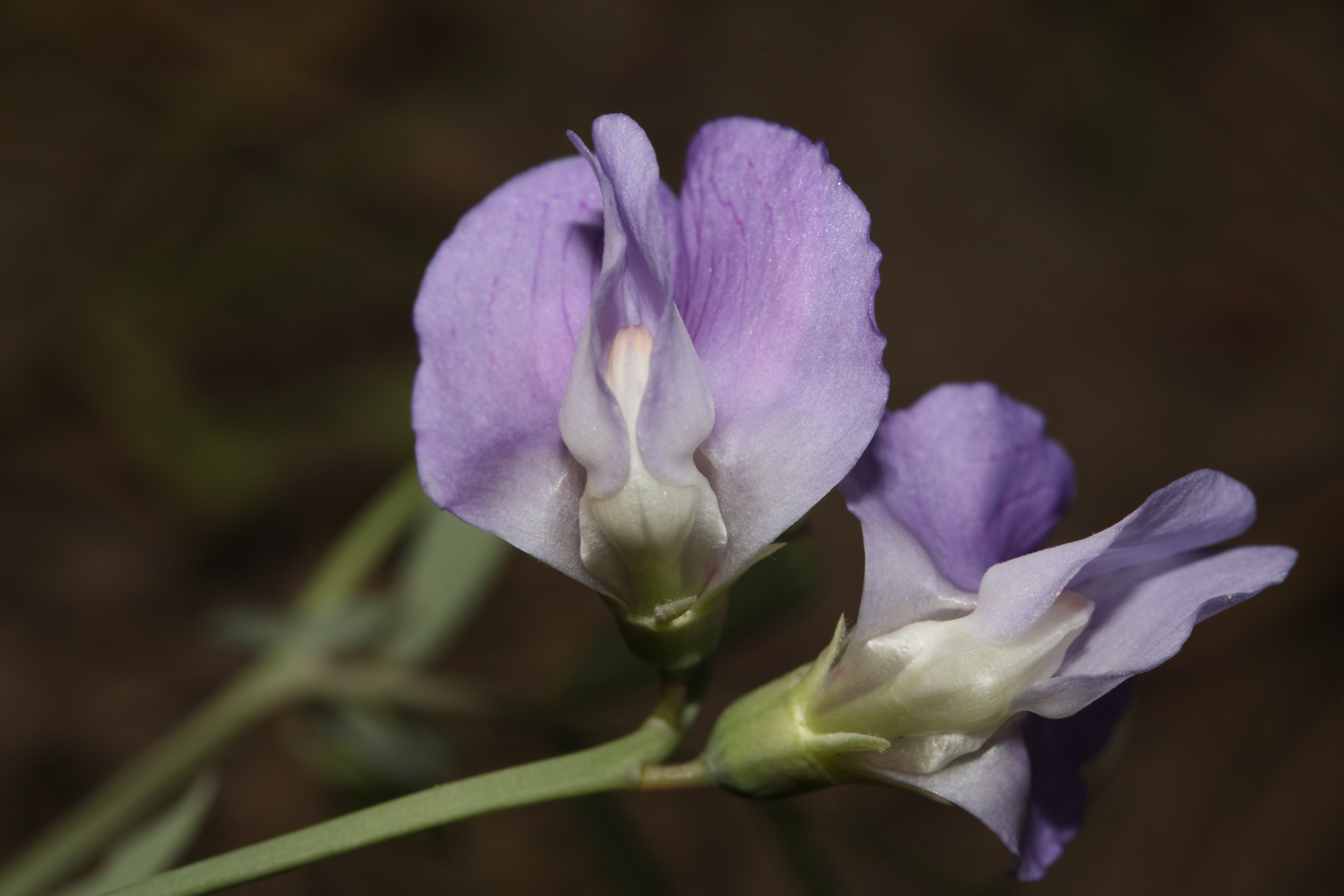
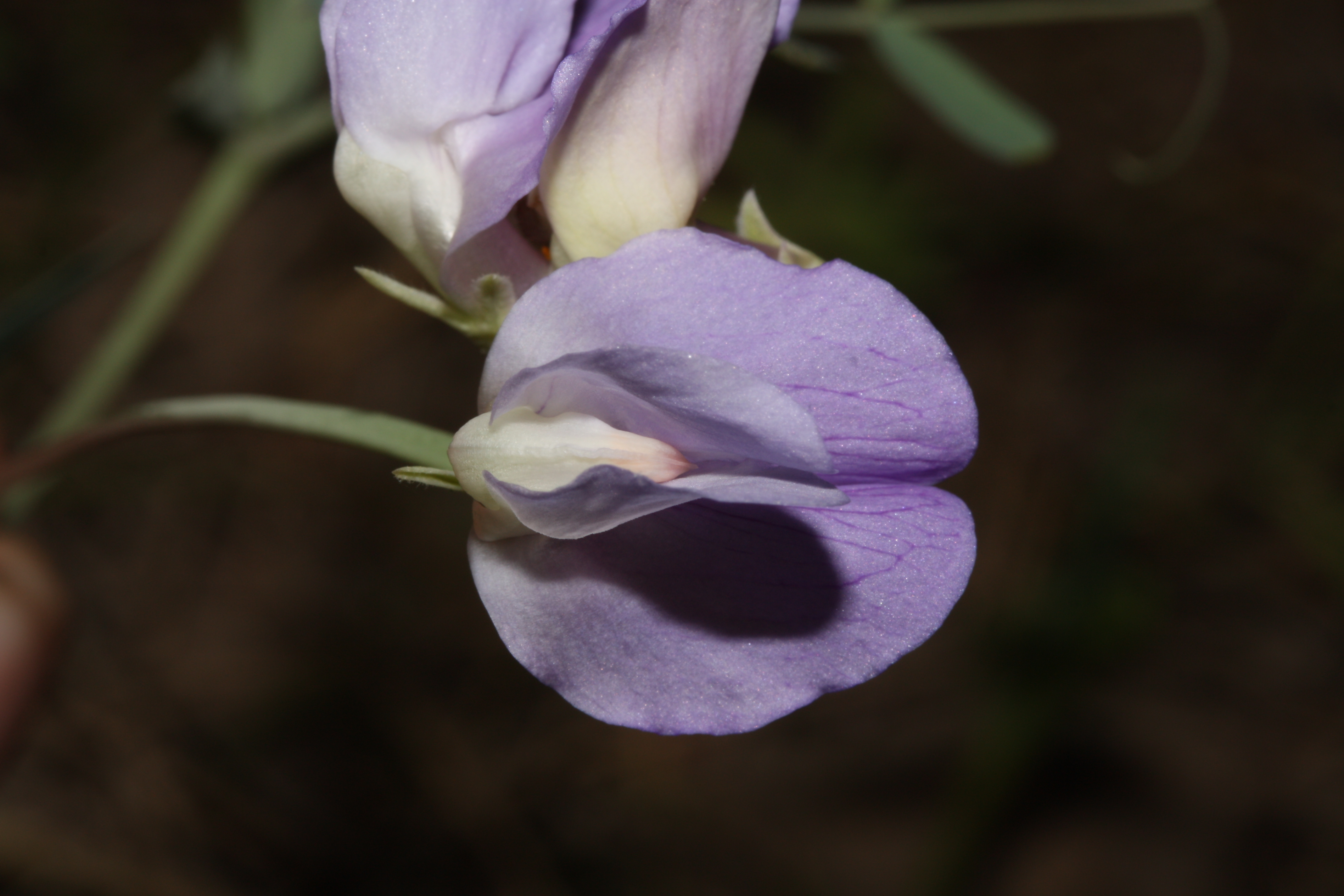
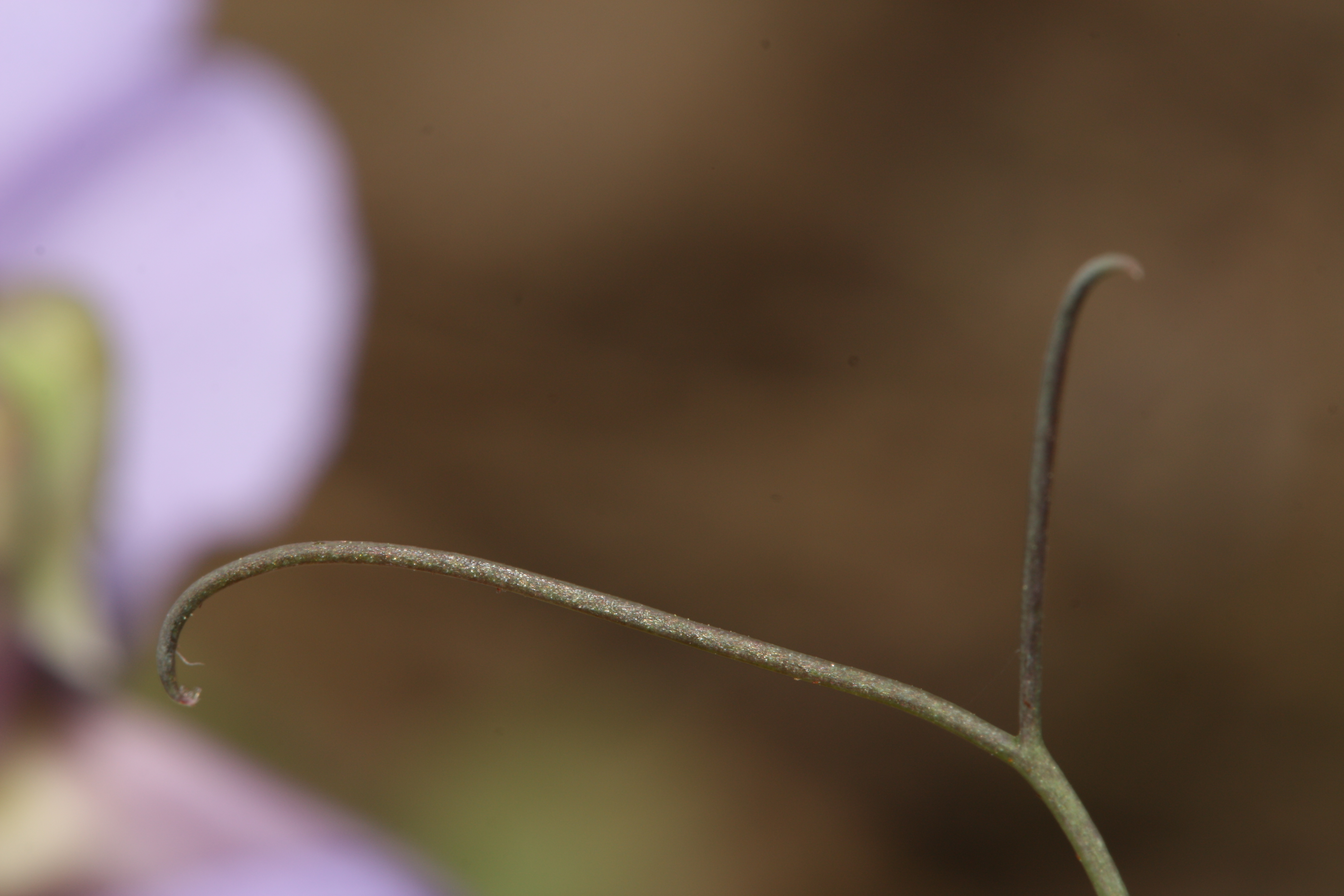